# Jardín Botánico de Bicton Park
El Jardín Botánico de Bicton Park en inglés : Bicton Park Botanic Gardens es un jardín botánico de unas 25 hectáreas (63 acres) de extensión, ubicado en las cercanías de Budleigh Salterton, Devon, Inglaterra. Es miembro del BGCI, y el código de reconocimiento internacional como institución botánica es BICT.

## Localización
Bicton Park Botanic Gardens, East Budleigh Budleigh Salterton, Devon EX9 7BJ, UK United Kingdom-Reino Unido.

## Historia
Estos jardines tienen una historia hortícola de unos 300 años, cuyo núcleo inicial aglutinante es el jardín italiano diseñado en 1735, al que en los sucesivos años se le han añadido nuevas ampliaciones al gusto de las modas de la época.
Estos magníficos jardines se encuentran en un valle al este de Devon; entre la ciudad antigua de Exeter y el sitio patrimonio mundial jurásico de la costa suroeste de Inglaterra.

## Colecciones
Sus colecciones de plantas constan de los jardines históricos con:
- El jardín italiano, diseñado en 1735, se le atribuye al renombrado paisajista de Versalles, André Le Nôtre. Los límites vallados y los lechos florales son de época Victoriana.
- Jardines americanos y arroyo, creados en 1830 esta área nos ofrece árboles y arbustos de abundantes floraciones, junto con plantas amantes de la humedad tales como primulas, hostas y gunnera gigante.
- Jardín mediterráneo y rosaleda, con plantas tolerantes de la sequía, con phormium y cordylines, crecen en una ladera soleada próximos a la rosaleda de principios del siglo XIX.
- El helechar y la casa de las conchas, con exóticos helechos arborescentes en un claro rocoso del jardín, esta zona fue creada a principios de la era victoriana cuando estaban de moda los jardines de helechos. La casa de las conchas alberga una colección internacional de conchas marinas.
- The Hermitage Garden (jardín de la ermita), una casa rústica de la glorieta construida en 1839 en una glorieta y rodeada de cascadas, charcas, y una colección notable de coníferas enanas.
- The Palm House (invernaderos), es uno de los edificios más atractivos del jardín, la casa de la palma fue construida en la década de 1820 con un diseño curvilíneo atrevido, usando 18.000 pequeños cristales en barras satinadas de hierro fino. Contiene muchas palmas raras y hermosas, que le dan un ambiente romántico para las ceremonias de unión civil que pueden celebrarse en este edificio histórico. Consta de "casa Tropical"  donde destaca la orquídea de Bicton (Lemboglossum bictoniense), nombrada de tal modo después que floreciera por primera vez en el parque en 1836. La "casa Árida" (cactus y suculentas) y la "casa Templada" con pelargonium y begonias.

Entre las plantas representadas se encuentran;
- Colección de brezos con 2000 accesiones,
- Arboretum y Pinetum, con colecciones de Prunus, Abies, Pinus, Picea, Pseudotsuga, Taxus, Cryptomeria, Sequoia y Sequoiadendron. Reúnen unos 1000 árboles, representando 300 especies, muchos de ellos se encuentran en peligro en su medio natural. Alberga unos 25 árboles record (el más alto y/o más grande de su clase), en las islas británicas. Con 41m del "abeto griego" lo hace ser campeón pues el ejemplar de esta especie, es el más alto registrado nunca.